# Yarol Tafur
Yarol Ariel Tafur Bedoya (Esmeraldas; 4 de abril de 2001 - Esmeraldas, 3 de septiembre de 2023) fue un futbolista ecuatoriano que jugaba como delantero.

## Trayectoria
Comenzó su carrera en Deportivo Quinindé, y posteriormente se trasladó a la Universidad Católica de Ecuador, donde realizó las categorías formativas. En el trencito azul tuvo la oportunidad de disputar encuentros de la Serie A de Ecuador y también participó en la Copa Sudamericana 2019, jugando un encuentro.
En 2020 se trasladó a Cuniburo en la Segunda Categoría. Al año siguiente fichó por el Atlético Santo Domingo para jugar en la Serie B, y posteriormente, en 2022, jugó para el Club 5 de Agosto, también en la Segunda Categoría.
En 2023, se unió al Atlético Chiriquí de Panamá, obtenido así su primera experiencia internacional.

## Selección nacional
Fue internacional con la selección sub-17 y sub-20 de Ecuador. Con la sub-17 participó en los Juegos Bolivarianos de 2017.

## Clubes
| Club                   | País    | Año       |
| ---------------------- | ------- | --------- |
| Universidad Católica   | Ecuador | 2017-2019 |
| Cuniburo               | Ecuador | 2020      |
| Atlético Santo Domingo | Ecuador | 2021      |
| 5 de Agosto            | Ecuador | 2022      |
| Atlético Chiriquí      | Panamá  | 2023      |

## Asesinato
Fue asesinado a tiros el 3 de septiembre de 2023 en la localidad de El Panecillo, en la provincia de Esmeraldas, mientras se encontraba en una fiesta.